# 산타페 가도

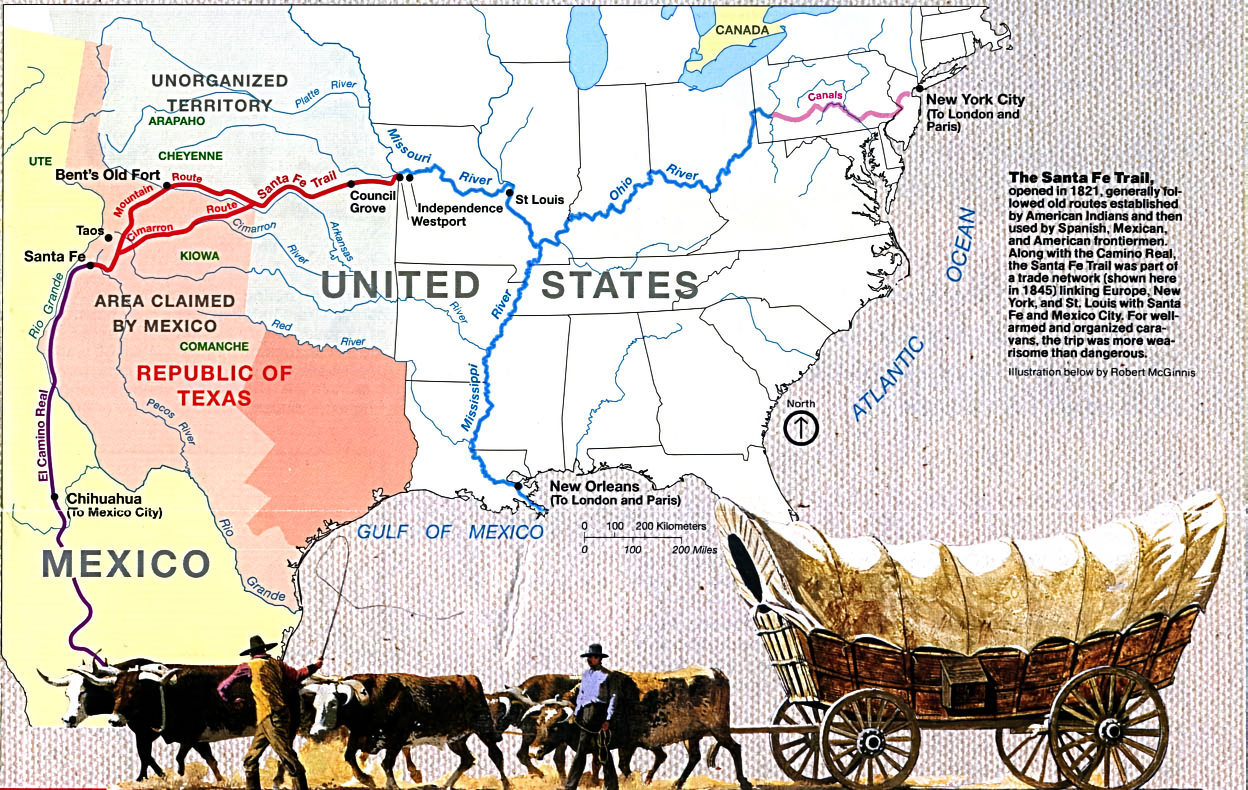
산타페 가도 지도

산타페 가도(Santa Fe Trail)는 19세기 미국 서부의 개척 루트 중 하나였다. 오리건 가도가 나라 북서부를 횡단하여 현재 오리건에 이르렀던 반면, 산타페 가도는 미주리주에서 뉴멕시코까지 남서부를 횡단하고 있었다.

## 역사
산타페 트레일은 1821년 윌리엄 벡크넬에 의해 개척되었다. 개설 초 이 루트는 미국과 멕시코 의 국제무역로였다.(당시 뉴멕시코는 멕시코 영토였다). 1846년에 발발한 멕시코 미국 전쟁에서 이 가도는 미국의 뉴멕시코 침공 루트로 사용되었다. 남서부 합병 후 이 지역의 산업, 이주민의 진흥에 큰 역할을 했다. 1880년에 철도가 개통되면서 군사와 무역의 중요한 교통로로서의 역할을 철도에게 넘겨 주었다.
현재 이 노선 루트는 미국 국립공원관리청에 의해 산타페 국가 지정 역사가도(Santa Fe National Historic Trail)로 지정되어 있다.

## 루트

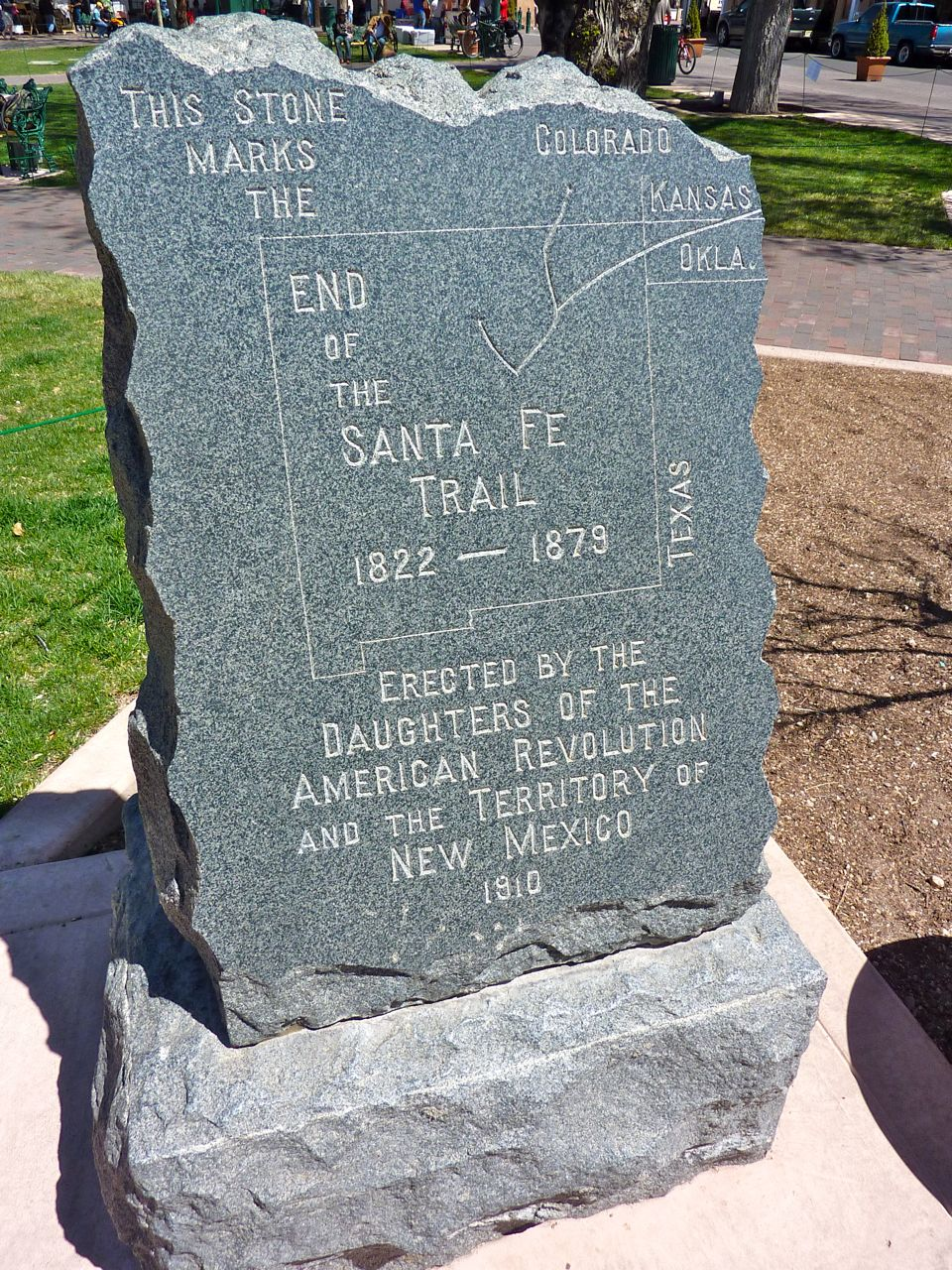
뉴멕시코 산타페이 있는 산타페 가도의 끝 표지석

산타페 가도의 기점이 되었던 것은 미주리 중앙부의 작은 마을 프랭클린(Franklin)이었다. 이 도시는 미주리 강 북안에 위치하고 있다. 미주리에 있어서는 이 루트는 기존 오사즈 길(Osage Trace)을 따라 서쪽으로 가다가 캔자스 시티 동부의 인디펜던스에 이르렀다. 인디펜던스는 세 개의 서부 개척 루트인, 오리건 가도, 캘리포니아 가도와 이 산타페 가도의 분기점이었다.
산타페 가도는 인디펜던스에서 캔자스 주와 콜로라도 남서부를 지나 남쪽으로 뉴멕시코에 이르렀다. 이 루트의 끝은 그 이름에서 알 수 있듯이, 뉴멕시코의 주도 산타페였다. 이 루트는 일부 지선이 있었다. 캔자스주 내에서는 닷지 시티와 가든 시티(w:Garden City, Kansas) 사이에서 아칸소 강을 거슬러 올라가는 지선이 있었다. 또 하나의 대표적인 지선은 캔자스 율리시스(Ulysses) 근처에서 분기하여 오클라호마 북서부를 지나 뉴멕시코 와트로스(Watrous)에서 합류하여 산타페로 가는 것이었다.

## 영화
1940년에 개봉된 《산타페 가도》(Santa Fe Trail, 1940)는 산타페 트레일과 길가에서의 생활을 소재로 한 것이며, 이 영화에는 로널드 레이건 등이 출연했다.